# ウシュバテソーロ
ウシュバテソーロ（欧字名:Ushba Tesoro、2017年3月4日 - ）は、日本の競走馬。主な勝ち鞍は2022年・2023年の東京大賞典連覇、2023年の川崎記念、ドバイワールドカップ。
馬名の意味は、山の名＋冠名。2025年4月現在、日本馬の歴代獲得賞金ランキング1位である。

## 戦績

### デビュー前 - 4歳（2021年）
2017年のセレクトセール当歳セッションにて、了徳寺健二に2500万円で落札された。エルコンドルパサーやナカヤマフェスタを輩出した日高・木村牧場での育成を経て、美浦トレーニングセンターの高木登厩舎に入厩した。なお、木村牧場の1年後輩に、後にGI・フェブラリーステークスを制し、ウシュバテソーロとも何度か対戦することとなるペプチドナイルがいた。
2019年8月25日、新潟競馬場5レースの2歳新馬戦（芝1800m）でデビューし5着。
3歳4月、通算7戦目となった東京競馬場の3歳未勝利戦（芝2400m）でようやくの初勝利を収めた。5月にはダービートライアルのプリンシパルステークスに出走したが、4着に敗れる。その後は条件クラスに戻ったが、1勝クラスで足踏みが続き、年内に2勝目を挙げることはできなかった。
4歳シーズン、3戦目・5月の4歳以上1勝クラスで約1年1か月ぶりの勝利を収めた。11月の2勝クラス・三陸特別でシーズン2勝目、通算3勝目を挙げた。

### 5歳（2022年）
開幕から3勝クラスを連戦するが、馬券外が続いた。4月3日の美浦ステークスで6着に敗れた後、陣営はダート路線への転向を決断。転向後初戦となった4月30日の横浜ステークス（ダート2100m）は7番人気とそこまで期待されていなかったが、後方から上がり最速、直線一気の豪脚で先行各馬をまとめて交わし、ダート転向初戦を勝利で飾るとともにオープン入りを果たした。9月の中山・ラジオ日本賞は4コーナー10番手と後方から上がり最速で追い込むも3着に敗れる。しかし、10月のリステッド・ブラジルカップで4コーナー9番手とまたも後方から35.5秒と上がり最速のタイムを叩き出し各馬をかわしオープン昇格後初勝利を飾る。鞍上を横山和生に変えて臨んだ11月のカノープスステークスも4コーナー10番手と後方から上がり37.3秒の末脚を発揮、差し切り勝利し2連勝。迎えた12月、陣営は初の重賞挑戦に初のGI挑戦ともなる12月29日の東京大賞典（国際GI）を選ぶ。単勝人気は、当年の帝王賞（東京大賞典と同じく大井競馬場で施行され、距離も同じ2000mである）勝ち馬であるメイショウハリオに次ぎ2番人気となった。道中は中団に控え、4コーナーから徐々に進出。直線外目を鋭く伸びてショウナンナデシコ、サンライズホープら先行勢を一気に交わし、2着ノットゥルノを1と4分の3馬身突き放した。ダート転向5戦目にして重賞およびGI初制覇を飾る。上がりはまたも最速、37.2秒であった。鞍上の横山もダートGIは初制覇となった。

### 6歳（2023年）
始動戦に2月1日の川崎記念を選択。スタートを決めて道中は中団に控え、4コーナーから直線にかけて捲って先頭に立つと、最後はテーオーケインズの追撃を半馬身差凌いでGI級競走2連勝を飾った。上がりはこのレースにおいても最速で、39.5秒だった。その後は2月24日、3月25日にドバイ・メイダン競馬場で行われるドバイワールドカップの招待を受諾。横山和生は日本で日経賞のタイトルホルダー、高松宮記念のアグリに騎乗するため、新たに川田将雅が騎乗することとなった。レースではスタートから最後方に控え、4コーナーから直線で追い込んで勝利。日本馬で2011年のヴィクトワールピサに次いで12年ぶり史上2頭目、ヴィクトワールピサが勝った時はオールウェザーでの開催であったため、ダート開催では日本馬初の勝利となった。騎乗した川田はレース後のインタビューに対し、「初めての海外挑戦で輸送や馬場など課題はありましたが、調教の時から動きが素晴らしい感じでしたので、あとはレースで頑張る気持ちを見せてくれるか、そこにフォーカスして乗りました」「ウシュバテソーロが頑張ってくれて世界一のレースを勝つことが出来たので、日本人ジョッキーが世界で戦えることを示せて誇りに思います」とコメントした。
2023年4月中旬、調教師の高木は秋以降の予定として船橋の日本テレビ盃をステップにBCクラシック（サンタアニタ）へ出走することを表明。鞍上は引き続き川田将雅が騎乗することとなった。
9月27日、BCクラシックのステップレースとして重要な日本テレビ盃では、スタートで好発を決めると、道中を3・4番手で追走しミトノオーを見る格好でレースを進めた。4コーナーで捲り先頭に並びかけ、鞍上の川田将雅が軽く促すと2馬身と1/2差で完勝した。その後輸送も問題なくアメリカに到着し、BCクラシック当日を迎えた。スタート後最後方からのレースを運び、向正面では最後方から5・6番手まで押し上げ4コーナーを迎えた。しかし直線では伸びを欠き5番手で入線。連勝は6でストップとなった。レース後、高木調教師は「結果論になるが、小回りという先入観が強過ぎたようだ。（川田）騎手も認めていたが、急がせずじっとして持ち味を生かしていれば」とレースを振り返った。
次走は「体調が整えば」の条件付きで、東京大賞典が候補とした。また、2024年も現役を続行し、ドバイワールドカップの連覇を目指すプランも明らかにした。迎えた東京大賞典では、スタートから後方に控えると、直線ではウィルソンテソーロを捉え、連覇を達成。2018年～21年のオメガパフューム以来、史上5頭目の連覇を達成した。
東京大賞典連覇、ドバイワールドカップ優勝の功績が讃えられ、2023年のJRA賞特別賞および、NARグランプリダートグレード競走特別賞を受賞した。

### 7歳（2024年）
始動戦はサウジカップを選択。レースでは先行争いが激化するなか、道中はいつも通り後方で待機。3コーナーで徐々に差を詰めると、直線で追い出しを開始し、逃げ粘るサウジクラウンをかわして先頭に立つが、残り50mでセニョールバスカドールに外から差し切られ2着となった。2着賞金5億円を加え、獲得総賞金額が18億7631万700円となり、パンサラッサやテイエムオペラオーを上回り歴代4位となった。
3月30日に行われたドバイワールドカップでは、後方から追走するが、直線でローレルリバーに押し切られ2着となった。2着の賞金を加えると、22億1567万8200円となり、イクイノックスを抜いて歴代1位となった。
帰国後は休養し、秋は前年同様に日本テレビ盃から、アメリカ・デルマー競馬場のブリーダーズカップクラシックを目標とすることとなった。復帰初戦の日本テレビ盃では同じくブリーダーズカップクラシックを目指すデルマソトガケも出走したが、ウィリアムバローズに逃げ切り勝ちを許し、1馬身差で2着に追い込むのが精一杯であった。その後は予定通りブリーダーズカップクラシックへ出走し、直線でも末脚が伸びず10着と敗れた。帰国後は3連覇のかかる年末の東京大賞典に自厩舎所属の菅原明良を鞍上として参戦し、8歳となる翌年は招待されることを前提にサウジカップからドバイワールドカップを転戦して引退するプランが公表された。12月29日の東京大賞典では道中後方で脚を溜め、最後の直線で懸命に脚を伸ばしてきたが4着に敗れて3連覇を逃した。

### 8歳（2025年）
2年連続での出走となったサウジカップでは道中最後方追走から直線で外へ持ち出して追い込んでくるもフォーエバーヤングとロマンチックウォリアーから大きく引き離された3着に敗れる。
引退レースとなった4月5日のドバイワールドカップに3年連続で出走。道中は最後方を追走し直線で懸命に追い上げてきたが6着に終わった。
5月7日、JRAが競走馬登録を抹消したと発表した。引退後の2026年より北海道新ひだか町のアロースタッドで種牡馬として繋養される。

## 競走成績
以下の内容は、netkeiba.com、JBISサーチ、エミレーツ競馬協会、Total Performance Data、EquibaseおよびRacing Postの情報に基づく。
| 競走日     | 競馬場       | 競走名         | 格    | 距離（馬場）  | 頭 数 | 枠 番 | 馬 番 | オッズ （人気） | 着順 | タイム （上り3F） | 着差  | 騎手      | 斤量 [kg] | 1着馬（2着馬）         | 馬体重 [kg] |
| ---------- | ------------ | -------------- | ----- | ------------- | ----- | ----- | ----- | --------------- | ---- | ----------------- | ----- | --------- | --------- | ---------------------- | ----------- |
| 2019.08.25 | 新潟         | 2歳新馬        |       | 芝1800m（良） | 12    | 1     | 1     | 012.90（5人）   | 05着 | R1:50.6（33.7）   | -0.6  | 0大野拓弥 | 54        | リグージェ             | 506         |
| 0000.09.16 | 中山         | 2歳未勝利      |       | 芝2000m（重） | 10    | 4     | 4     | 008.60（4人）   | 04着 | R2:03.4（36.2）   | -0.6  | 0大野拓弥 | 54        | コロンドール           | 506         |
| 0000.12.14 | 中山         | 2歳未勝利      |       | 芝2000m（良） | 17    | 8     | 15    | 027.80（8人）   | 05着 | R2:01.5（35.4）   | -0.7  | 0江田照男 | 55        | ゼノヴァース           | 512         |
| 2020.01.06 | 中山         | 3歳未勝利      |       | 芝2000m（良） | 16    | 5     | 9     | 006.80（4人）   | 03着 | R2:02.5（35.3）   | -0.3  | 0江田照男 | 56        | フラワリングナイト     | 516         |
| 0000.01.25 | 中山         | 3歳未勝利      |       | 芝2200m（良） | 15    | 4     | 6     | 004.90（2人）   | 03着 | R2:17.4（35.6）   | -0.6  | 0江田照男 | 56        | カンバラ               | 514         |
| 0000.02.08 | 東京         | 3歳未勝利      |       | 芝2400m（良） | 14    | 5     | 9     | 005.30（3人）   | 03着 | R2:27.8（34.3）   | -0.6  | 0江田照男 | 56        | エターナルボンド       | 514         |
| 0000.04.26 | 東京         | 3歳未勝利      |       | 芝2400m（良） | 8     | 4     | 4     | 002.30（1人）   | 01着 | R2:28.5（34.7）   | -0.2  | 0江田照男 | 56        | （エドノフェリーチェ） | 508         |
| 0000.05.09 | 東京         | プリンシパルS  | L     | 芝2000m（良） | 11    | 5     | 5     | 059.40（8人）   | 04着 | R2:00.5（33.5）   | -0.7  | 0江田照男 | 56        | ビターエンダー         | 508         |
| 0000.05.30 | 東京         | 3歳1勝クラス   |       | 芝2400m（良） | 9     | 6     | 6     | 005.20（3人）   | 04着 | R2:24.8（34.9）   | -0.7  | 0江田照男 | 56        | アンティシペイト       | 508         |
| 0000.08.15 | 札幌         | 3歳上1勝クラス |       | 芝2600m（稍） | 8     | 6     | 6     | 002.30（1人）   | 05着 | R2:43.8（37.1）   | -1.4  | 0大野拓弥 | 54        | ヒシエレガンス         | 510         |
| 0000.08.29 | 札幌         | ルスツ特別     | 1勝   | 芝2600m（良） | 10    | 8     | 10    | 014.30（5人）   | 09着 | R2:44.9（37.2）   | -2.0  | 0大野拓弥 | 54        | ウインキートス         | 512         |
| 0000.09.20 | 中山         | 3歳上1勝クラス |       | 芝2500m（良） | 14    | 3     | 4     | 011.50（5人）   | 09着 | R2:37.3（37.6）   | -1.6  | 0江田照男 | 54        | ベデザンジュ           | 510         |
| 2021.03.21 | 中山         | 4歳上1勝クラス |       | 芝2000m（重） | 16    | 1     | 1     | 053.2（13人）   | 02着 | R2:04.6（37.3）   | -0.3  | 0木幡育也 | 56        | ラヴィンジャー         | 522         |
| 0000.04.17 | 中山         | 4歳上1勝クラス |       | 芝2200m（良） | 15    | 5     | 9     | 008.70（3人）   | 03着 | R2:14.6（35.1）   | -0.4  | 0木幡育也 | 56        | アラタ                 | 518         |
| 0000.05.08 | 新潟         | 4歳上1勝クラス |       | 芝2200m（良） | 11    | 6     | 7     | 001.90（1人）   | 01着 | R2:15.8（37.5）   | -0.5  | 0鮫島克駿 | 57        | （ポールトゥウィン）   | 520         |
| 0000.10.03 | 中山         | 茨城新聞杯     | 2勝   | 芝1800m（良） | 12    | 1     | 1     | 012.80（5人）   | 06着 | R1:47.6（34.4）   | -0.6  | 0戸崎圭太 | 55        | ヴァリアメンテ         | 518         |
| 0000.10.16 | 東京         | 3歳2勝クラス   |       | 芝2400m（良） | 8     | 1     | 1     | 009.10（5人）   | 04着 | R2:29.0（34.0）   | -0.3  | 0戸崎圭太 | 57        | プリュムドール         | 516         |
| 0000.11.07 | 福島         | 三陸特別       | 2勝   | 芝2600m（良） | 16    | 5     | 9     | 011.50（6人）   | 01着 | R2:40.9（36.0）   | -0.0  | 0黛弘人   | 55        | （ウォルフズハウル）   | 520         |
| 0000.12.25 | 中山         | グレイトフルS  | 3勝   | 芝2500m（稍） | 10    | 7     | 7     | 013.60（5人）   | 04着 | R2:34.3（35.4）   | -0.3  | 0黛弘人   | 54        | ヴェローチェオロ       | 520         |
| 2022.01.10 | 中山         | 迎春S          | 3勝   | 芝2200m（良） | 15    | 6     | 10    | 024.6（10人）   | 05着 | R2:15.1（34.7）   | -0.4  | 0戸崎圭太 | 57        | スマイル               | 524         |
| 0000.02.05 | 東京         | 早春S          | 3勝   | 芝2400m（良） | 14    | 3     | 4     | 025.50（8人）   | 11着 | R2:26.8（35.1）   | -1.7  | 0江田照男 | 54        | ハーツイストワール     | 526         |
| 0000.04.03 | 中山         | 美浦S          | 3勝   | 芝2000m（稍） | 9     | 6     | 6     | 016.00（6人）   | 06着 | R2:02.3（35.5）   | -0.2  | 0横山和生 | 57        | エヴァーガーデン       | 524         |
| 0000.04.30 | 東京         | 横浜S          | 3勝   | ダ2100m（重） | 14    | 6     | 10    | 015.60（7人）   | 01着 | R2:08.1（34.0）   | -0.7  | 0横山和生 | 57        | （ペプチドナイル）     | 522         |
| 0000.09.18 | 中山         | ラジオ日本賞   | OP    | ダ1800m（不） | 16    | 7     | 13    | 008.20（4人）   | 03着 | R1:50.7（36.2）   | -0.4  | 0木幡巧也 | 56        | アシャカトブ           | 520         |
| 0000.10.23 | 東京         | ブラジルC      | L     | ダ2100m（良） | 15    | 6     | 11    | 002.80（1人）   | 01着 | R2:10.0（35.5）   | -0.3  | 0木幡巧也 | 55        | （バイシュラバナ）     | 518         |
| 0000.11.27 | 阪神         | カノープスS    | OP    | ダ2000m（稍） | 16    | 2     | 3     | 003.00（1人）   | 01着 | R2:03.7（37.3）   | -0.4  | 0横山和生 | 56.5      | （ヒストリーメイカー） | 524         |
| 0000.12.29 | 大井         | 東京大賞典     | GI    | ダ2000m（良） | 14    | 4     | 6     | 004.30（2人）   | 01着 | R2:05.0（37.2）   | -0.3  | 0横山和生 | 57        | （ノットゥルノ）       | 523         |
| 2023.02.01 | 川崎         | 川崎記念       | JpnI  | ダ2100m（良） | 10    | 5     | 5     | 002.60（2人）   | 01着 | R2:16.0（39.5）   | -0.1  | 0横山和生 | 57        | （テーオーケインズ）   | 523         |
| 0000.03.25 | メイダン     | ドバイWC       | G1    | ダ2000m（Fs） | 15    | 8     | 14    | 009.60（4人）   | 01着 | R2:03.25（37.87） | -0.49 | 0川田将雅 | 57        | （Algiers）            | 計不        |
| 0000.09.27 | 船橋         | 日本テレビ盃   | JpnII | ダ1800m（良） | 11    | 4     | 4     | 001.60（1人）   | 01着 | R1:51.7（37.2）   | -0.5  | 0川田将雅 | 58        | （テンカハル）         | 530         |
| 0000.11.04 | サンタアニタ | BCクラシック   | G1    | ダ10F（Fs）   | 12    | 7     | 8     | 004.80（3人）   | 05着 | R2:03.50          | -0.63 | 0川田将雅 | 57        | White Abarrio          | 計不        |
| 0000.12.29 | 大井         | 東京大賞典     | GI    | ダ2000m（良） | 9     | 5     | 5     | 001.70（1人）   | 01着 | R2:07.3（37.0）   | -0.1  | 0川田将雅 | 57        | （ウィルソンテソーロ） | 522         |
| 2024.02.24 | KAA          | サウジカップ   | G1    | ダ1800m（Fs） | 14    | 11    | 13    | 004.90（2人）   | 02着 | R1:49.50          | -0.00 | 0川田将雅 | 57        | Senor Buscador         | 計不        |
| 0000.03.30 | メイダン     | ドバイWC       | G1    | ダ2000m（Fs） | 12    | 11    | 5     | 003.50（1人）   | 02着 | 2:03.86           | 1.55  | 0川田将雅 | 57        | Laurel River           | 計不        |
| 0000.09.25 | 船橋         | 日本テレビ盃   | JpnII | ダ1800m（良） | 13    | 4     | 4     | 001.40（1人）   | 02着 | R1:53.9（39.2）   | -0.2  | 0川田将雅 | 58        | ウィリアムバローズ     | 524         |
| 0000.11.02 | デルマー     | BCクラシック   | G1    | ダ10F（Fs）   | 14    | 7     | 7     | 0024.40（10人） | 10着 |                   |       | 0川田将雅 | 57        | Sierra Leone           | 計不        |
| 0000.12.29 | 大井         | 東京大賞典     | GI    | ダ2000m（良） | 10    | 8     | 10    | 008.30（3人）   | 04着 | R2:05.9（37.2）   | -1.0  | 0菅原明良 | 57        | フォーエバーヤング     | 524         |
| 2025.02.22 | KAA          | サウジカップ   | G1    | ダ1800m（Fs） | 14    | 1     | 10    | 025.00（7人）   | 03着 | R1:51.24          | -2.15 | 0菅原明良 | 57        | Forever Young          | 計不        |
| 0000.04.05 | メイダン     | ドバイWC       | G1    | ダ2000m（Fs） | 11    | 4     | 9     | 014.00（4人）   | 06着 | R2:04.50          | -1.00 | 0菅原明良 | 57        | Hit Show               | 計不        |

- 海外の競走の「枠番」欄にはゲート番を記載
- アメリカのオッズ・人気は現地主催者発表のもの（日本式のオッズ表記とした）

## エピソード

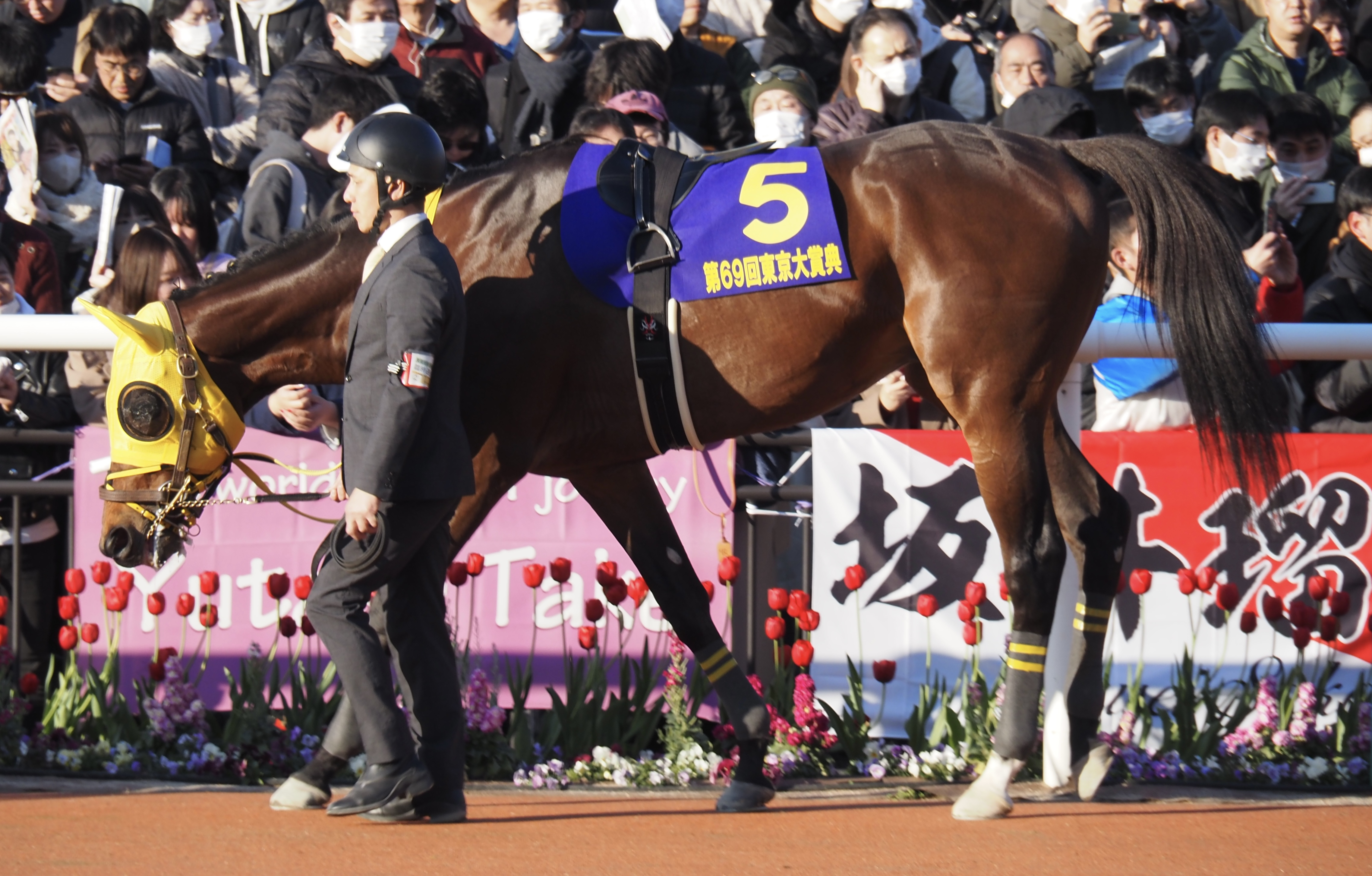
パドックでのウシュバテソーロ
（2023年東京大賞典）

追い切りやパドックでは常にやる気がない様子を見せており、日本の競馬ファンからは「月曜日のサラリーマン」、海外メディアからは「怠惰な労働者」と渾名された。また、ドバイワールドカップで鞍上を務めた川田は、「ウシュバテソーロが追い切り前に、既に追い切りが終わった他馬と一緒に帰ろうとした」と証言している。
なお、高木調教師や深見調教助手は、「首をだらりと下げたパドックの姿については、むしろ下を向いて集中している」「気合が乗っていて一触即発状態」と説明している。

## 血統表
| ウシュバテソーロの血統        | ウシュバテソーロの血統                         | ウシュバテソーロの血統             | （血統表の出典）                   | （血統表の出典）  |
| 父系                          | サンデーサイレンス系（ヘイロー系）             | サンデーサイレンス系（ヘイロー系） | サンデーサイレンス系（ヘイロー系） | [ § 2 ]           |
| 父 オルフェーヴル 2008 栗毛   | 父の父ステイゴールド 1994 黒鹿毛               | *サンデーサイレンス                | Halo                               | Halo              |
| 父 オルフェーヴル 2008 栗毛   | 父の父ステイゴールド 1994 黒鹿毛               | *サンデーサイレンス                | Wishing Well                       |                   |
| 父 オルフェーヴル 2008 栗毛   | 父の父ステイゴールド 1994 黒鹿毛               | ゴールデンサッシュ                 | *ディクタス                        | *ディクタス       |
| 父 オルフェーヴル 2008 栗毛   | 父の父ステイゴールド 1994 黒鹿毛               | ゴールデンサッシュ                 | ダイナサッシュ                     |                   |
| 父 オルフェーヴル 2008 栗毛   | 父の母オリエンタルアート 1997 栗毛             | メジロマックイーン                 | メジロティターン                   | メジロティターン  |
| 父 オルフェーヴル 2008 栗毛   | 父の母オリエンタルアート 1997 栗毛             | メジロマックイーン                 | メジロオーロラ                     |                   |
| 父 オルフェーヴル 2008 栗毛   | 父の母オリエンタルアート 1997 栗毛             | エレクトロアート                   | *ノーザンテースト                  | *ノーザンテースト |
| 父 オルフェーヴル 2008 栗毛   | 父の母オリエンタルアート 1997 栗毛             | エレクトロアート                   | *グランマスティーヴンス            |                   |
| 母 ミルフィアタッチ 2006 鹿毛 | 母の父キングカメハメハ 2001 鹿毛               | Kingmambo                          | Mr. Prospector                     | Mr. Prospector    |
| 母 ミルフィアタッチ 2006 鹿毛 | 母の父キングカメハメハ 2001 鹿毛               | Kingmambo                          | Miesque                            |                   |
| 母 ミルフィアタッチ 2006 鹿毛 | 母の父キングカメハメハ 2001 鹿毛               | *マンファス                        | *ラストタイクーン                  | *ラストタイクーン |
| 母 ミルフィアタッチ 2006 鹿毛 | 母の父キングカメハメハ 2001 鹿毛               | *マンファス                        | Pilot Bird                         |                   |
| 母 ミルフィアタッチ 2006 鹿毛 | 母の母*シジェームサン Sixieme Sens 1992 黒鹿毛 | Septieme Ciel                      | Seattle Slew                       | Seattle Slew      |
| 母 ミルフィアタッチ 2006 鹿毛 | 母の母*シジェームサン Sixieme Sens 1992 黒鹿毛 | Septieme Ciel                      | Maximova                           |                   |
| 母 ミルフィアタッチ 2006 鹿毛 | 母の母*シジェームサン Sixieme Sens 1992 黒鹿毛 | Samalex                            | Ela-Mana-Mou                       | Ela-Mana-Mou      |
| 母 ミルフィアタッチ 2006 鹿毛 | 母の母*シジェームサン Sixieme Sens 1992 黒鹿毛 | Samalex                            | Pampas Miss                        |                   |
| 母系(F-No.)                   | シジェームサン(USA)系(FN:9-f)                  | シジェームサン(USA)系(FN:9-f)      | シジェームサン(USA)系(FN:9-f)      | [ § 3 ]           |
| 5代内の近親交配               | ノーザンテースト 5×4                           | ノーザンテースト 5×4               | ノーザンテースト 5×4               | [ § 4 ]           |
| 出典                          | 1. 2. 3. 4.                                    | 1. 2. 3. 4.                        | 1. 2. 3. 4.                        | 1. 2. 3. 4.       |

- 伯父に2003年東京新聞杯勝ち馬のボールドブライアン、従兄弟に2015年新潟ジャンプステークス勝ち馬のティリアンパープル。
- 5代母Bayouを祖とする牝系からは本馬のほか、エリモシック（エリザベス女王杯）、Slew o' Gold（ジョッキークラブゴールドカップ2回などGI7勝）、War Pass（BCジュヴェナイルほか）などの活躍馬が出ている。
- その他の近親はアフェクション_(競走馬)#ブアタイ牝系を参照。